# Thomas Hope
Thomas Hope, född 30 augusti 1769 i Amsterdam, död 2 februari 1831 i London, var en engelsk konstsamlare, bankman, författare och filosof.